# 체딩구

체딩구의 위치

체딩구(한국어: 가정구, 중국어: 茄萣區, 병음: Qiédìng Qū)는 중화민국 가오슝시의 구이다. 넓이는 15.7624km2이고, 인구는 2015년 8월 기준으로 30,582명이다.

## 지리
체딩구는 가오슝시 북서부 연해에 위치하고 동쪽은 후네이구, 루주구와, 남쪽은 융안구와, 북쪽은 타이난시와 각각 접하며, 서쪽은 타이완 해협에 접한다.

## 같이 보기
- 가오슝시